# Donnie Darko
Donnie Darko er en spillefilm fra 2001, skrevet og instrueret af Richard Kelly. Filmen kan kategoriseres som et drama eller en psykologisk thriller
Filmen havde ikke særlig stor succes ved biograf-premieren, men fik ny popularitet, da den udkom på DVD, og er siden blevet en kultfilm.  

## Handling
Filmen foregår i 1988, i Middlesex, Virginia, under valget til USA's nye præsident. Donnie Darko (Jake Gyllenhaal) er en intelligent og følelsesmæssigt forstyrret teenager, som ofte går i søvne, oplever visuelle hallucinationer (sandsynligvis pga. hans paranoide skizofreni, som gør, at han tager medicin) og er i medicinsk terapi hos en psykolog. En nat, falder en jetmotor fra et fly ned i Donnies værelse. Han undgår kun døden, fordi en stemme i hans hoved tidligere på natten får ham til at gå i søvne og dermed gå udenfor. Stemmen kommer fra Frank, en 1,80 m høj person i et kaninkostume. Ved midnat den 2. oktober forudser Frank for Donnie, at verden vil gå under om 28 dage, 6 timer, 42 minutter og 12 sekunder.
Senere begynder Donnie at se "tykke, sølvfarvet plastik" tråde, som strømmer ud fra folks brystkasser. Disse tråde viser, hvor den eventuelle person vil gå hen i den nærmeste fremtid. Et eksempel er, at Donnie ser en tråd komme flyvende igennem rummet, hvor han sidder, efterfulgt af hans lillesøster, som går igennem rummet. En anden tråd leder også Donnie hen til en pistol i hans forældres skab, som han tager og beholder. 
I mellemtiden, får Frank Donnie til at gøre nogle ting, som sætter en masse andre ting i gang: 
- Donnie skal oversvømme sin skole, som senere giver ham muligheden til møde sin nye klassekammerat, Gretchen Ross (Jena Malone)

- Donnie bliver udspurgt af Frank, om tidsrejser, og Donnie begynder derfor at snakke med sin fysiklærer om det. Fysiklæreren giver Donnie en bog The Philosophy of Time Travel af Roberta Sparrow, en gammel dame, som af nabolagets børn og unge bliver kaldt "Grandma Death" ("Bedstemor Død"). Denne bog forklarer for Donnie, alt det han går igennem.

- Donnie brænder huset til en motivativ taler ned, og opdager derfor talerens hemmelige "børneporno hule". Idet taleren bliver anholdt, begynder en række af ting at ske; Donnies mor tager med Donnies lillesøster og hendes dansegruppe til Sparkle Motion i Los Angeles.

Med begge forældre ude af huset, holder Donnie og hans storesøster Elizabeth (Maggie Gyllenhaal) en Halloween-fest, den 29. oktober – dagen før verdenen var forudset til at gå under. På et tidspunkt under festen, opdager Donnie en seddel på køleskabet med teksten: "Frank was here, went to get a beer" (Frank var her, hentede en øl"). Gretchen dukker op i vild panik, og fortæller at hendes mor er væk, og at hun er bange for at hendes stedfar vil dræbe hende. Donnie og Gretchen går ovenpå, hvor de højst sandsynligt har sex.  
Senere den aften, går Donnie, Gretchen og to andre venner hen til Roberta Sparrows hus, hvor de overrasker bøller fra deres skole, der er i gang med at lave indbrud. Under slåskampen, spørger bøllerne ""why the fuck are you here?" ("hvorfor fanden er I her?"), til hvilket Donnie svarer: "Deus ex machina". Gretchen bliver på et tidspunkt skubbet omkuld af bøllerne, og hun bliver derfor kørt over og dræbt. Bøllerne flygter. Bilen, som dræbte Gretchen, stopper og Donnie ser at det er Frank, som sidder bag rattet, klædt som en kanin. Donnie bruger hans forældres pistol, til at skyde Frank i øjet, som dræber ham. Dette var forudsagt i tidligere scener, hvor Donnie dolker Franks spejlbillede i højre øje, hvorefter når Frank tager sin kanin-maske af, så er der et gabende hul i hans højre øje. 
Da Donnie kommer hjem med Gretchens lig, ser han en åbningsportal i himmelen, og han kører ud til en bjergside. Donnies mor og søster oplever under deres flyvetur turbulens, da en af jetmotorerne deaktiverer og falder af. Denne motor rejser tilbage i tiden, til 28 dage tidligere og lander i Donnies værelse, idet hele det forudbestemte paradox opfyldes. Denne gang vælger Donnie at blive i sin seng (nok for at redde sin kæreste, som han ikke møder). En af grund kunne være at Donnie jo havde skudt Frank, så han ikke kunne redde ham. Denne film har en åben slutning. 
Filmen ender om morgenen efter jetmotor-uheldet. Donnie er død, og folk som kender ham er forfærdede. Frank, som på samme tidspunkt, er i gang med at designe et forfærdeligt grimt kanin-kostume, rører, uden selv at ville det, ved sit højre øje. Gretchen er i live og cykler forbi Donnies hus. Hun har aldrig mødt Donnie, og snakker med en dreng fra nabolaget, om den forfærdelige ulykke. Hun vinker trist til Donnies mor, og de ser ud til at mærke en svag, fælles genkendelse.

## Medvirkende
- Jake Gyllenhaal som Donald J. "Donnie" Darko
- James Duval som Frank
- Jena Malone som Gretchen Ross
- Maggie Gyllenhaal som Elizabeth Darko
- Daveigh Chase som Samantha "Sam" Darko
- Mary McDonnell som Rose Darko
- Holmes Osborne som Eddie Darko
- Patrick Swayze som Jim Cunningham
- Stuart Stone som Ronald Fisher
- Alex Greenwald som Seth Devlin
- Beth Grant som Kitty Farmer
- Seth Rogen som Ricky Danforth
- Noah Wyle som Dr. Kenneth Monnitoff
- Drew Barrymore som Karen Pomeroy
- Patience Cleveland som Roberta Sparrow "Grandma Death"
- Katharine Ross som Dr. Lillian Thurman
- Jolene Purdy som Cherita Chen
- Ashley Tisdale som Kim
- Jerry Trainor som Lanky Kid
- Cliffy Tucker som Reggie Johnson

## Produktion
Tekst mangler, hjælp os med at skrive teksten

## Optagelse
Donnie Darko blev filmet på 28 dage med et budget på $4,5 mio. dollars. Udgivelsen blev en kæmpesucces og blev udgivet af Flower Films. Filmen blev optaget i Californien. Donnies high school, Loyola High School, en fremstående katolsk skole i Los Angeles. Golfbanen, som Donnie vågner op på, er i Burbank, Californien; hotellet, som hans familie flytter ind ligger i Burbank, Californien, Holiday Inn; Aero teateret, som Donnie og Gretchen besøger, er en biograf i Santa Monica, Californien. 

## Opfølger
Optagelserne til S. Darko startede den 18. maj 2008, og handler om Donnie lillesøster, Samantha Darko, som sammen med en ven, oplever næsten de samme ting, som hendes storebror.